# Pacherocactus orcuttii
Pacherocactus orcuttii är en kaktusväxtart som först beskrevs av K. Brandegee, och fick sitt nu gällande namn av Gordon Douglas Rowley. Pacherocactus orcuttii ingår i släktet Pacherocactus och familjen kaktusväxter. Inga underarter finns listade i Catalogue of Life.